# Chamaepentas greenwayi
Chamaepentas greenwayi är en måreväxtart som beskrevs av Cornelis Eliza Bertus Bremekamp. Chamaepentas greenwayi ingår i släktet Chamaepentas och familjen måreväxter. Inga underarter finns listade i Catalogue of Life.